# Rottbach (Maisach)
Rottbach ist ein Ortsteil der oberbayerischen Gemeinde Maisach im Landkreis Fürstenfeldbruck. 

## Lage
Das Pfarrdorf Rottbach liegt circa eineinhalb Kilometer nordwestlich von Maisach.

## Geschichte

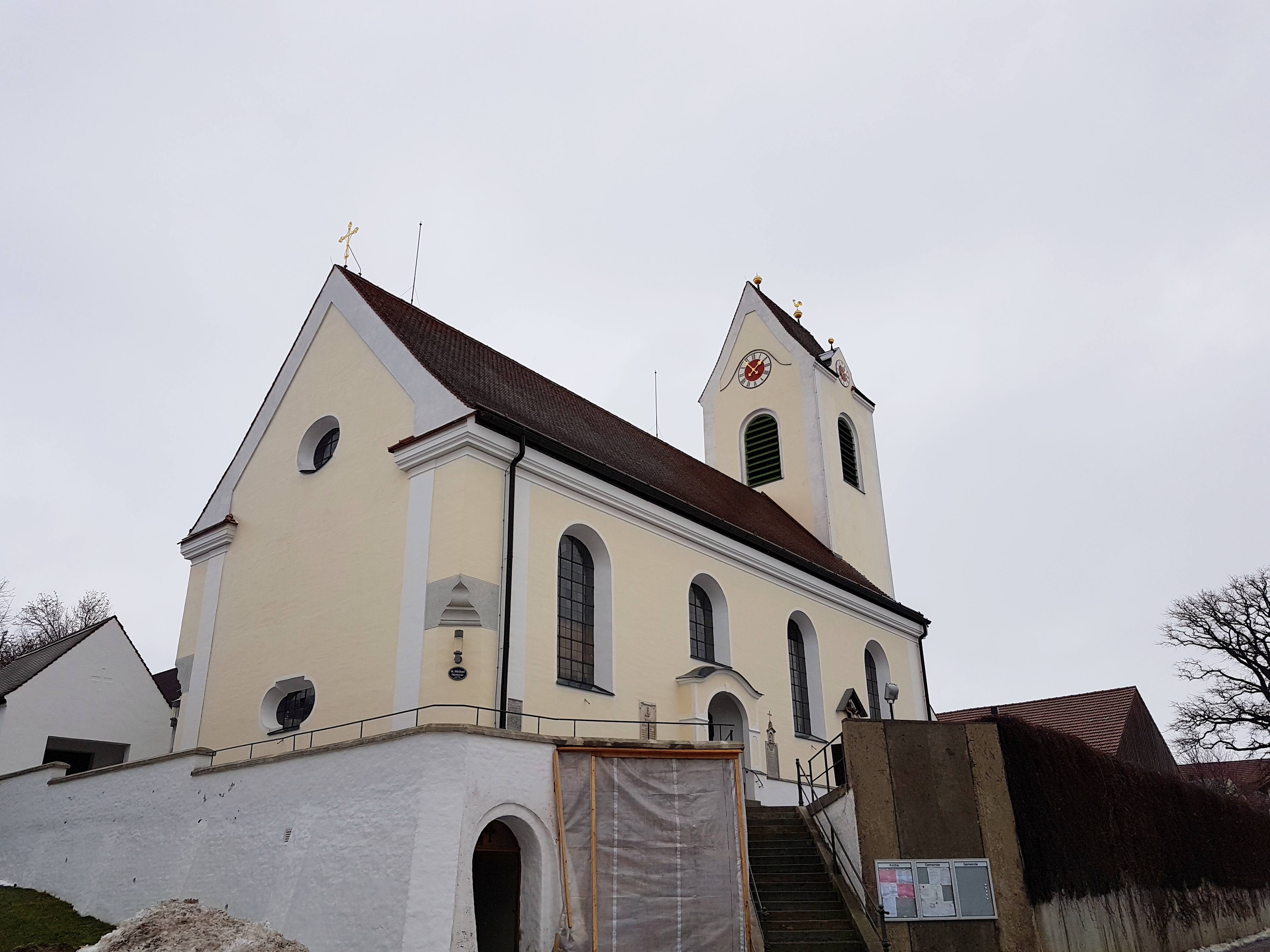
St. Michael

In Rottbach kennt man außer den in Ersturkunden genannten Oaso und Totilo zwischen 1126 und 1361 Frauen und Männer aus dem Geschlecht der „Edlen von Rottbach“, die eine Burg nordwestlich des Dorfes bewohnten. Auch „Eisenhofer“ aus dem Dachauer Gebiet besaßen Eigentum in Rottbach. Vermutlich lebte ein Zweig dieser Familie in einer Burg bei Zötzelhofen. Beide Burgen – so nimmt der Rottbacher Chronist Pfarrer Weiß an – scheinen um 1370 zerstört worden zu sein. Der dazugehörige Landbesitz ging wegen Verschuldung 1389 an den reichen Bürger Sighart Hudler von München und wurde von diesem 1402 an das Kloster Fürstenfeld verkauft. Beim Kloster verblieb die Hofmark bis zur Säkularisation 1802/03.
Am 1. Mai 1978 kam die bis dahin selbstständige Gemeinde Rottbach mit den Ortsteilen Deisenhofen, Kuchenried, Oberlappach, Prack, Unterlappach, Weiherhaus und Zötzelhofen zu Maisach.

## Baudenkmäler
- Katholische Pfarrkirche St. Michael

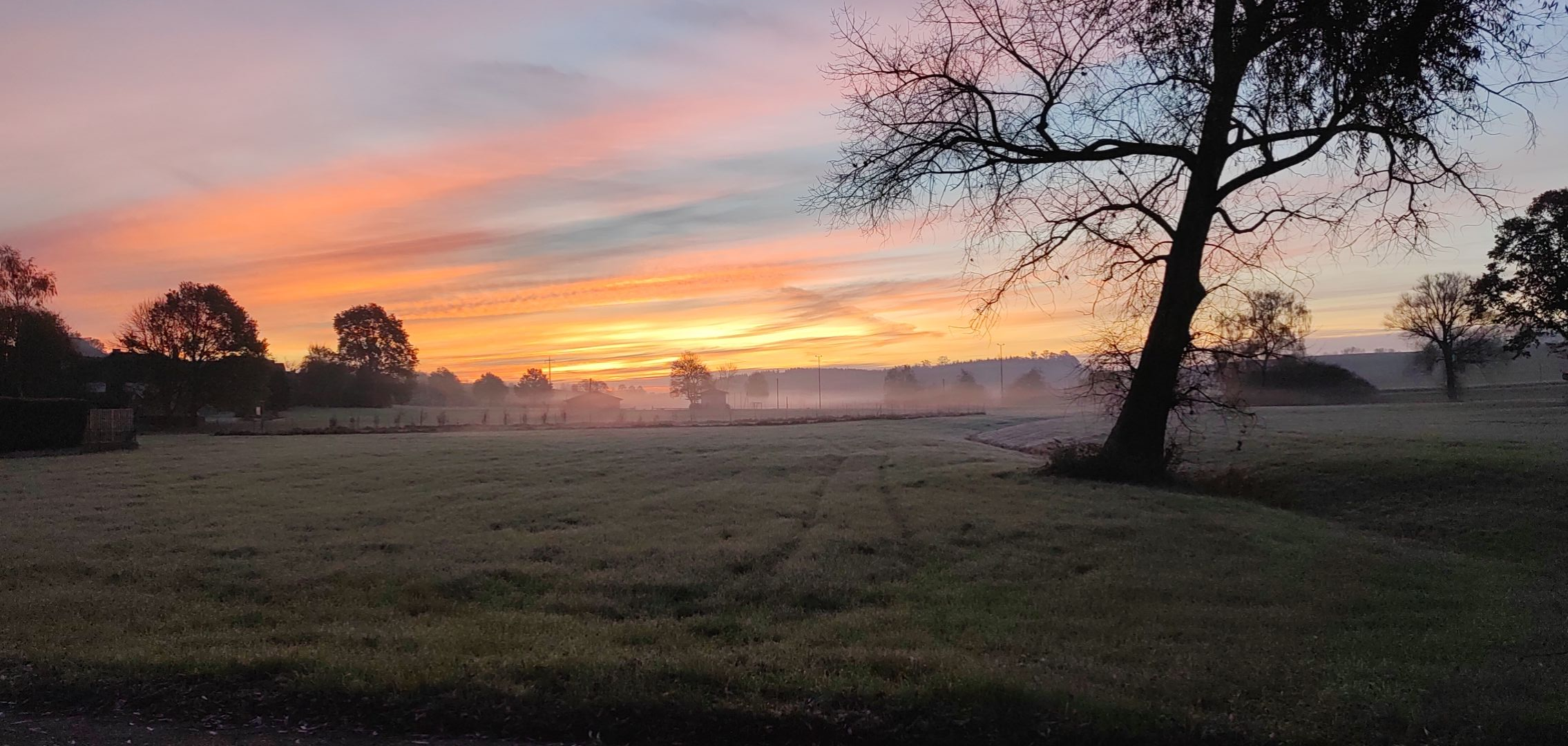
Fußballplatz von Rottbach am Morgen

## Bodendenkmäler
Siehe: Liste der Bodendenkmäler in Maisach